# Mariko Koike
Mariko Koike (japanisch 小池 真理子; * 28. Oktober 1952 in Tōkyō) ist eine japanische Autorin von Kriminal- und Horrorromanen und von Liebesgeschichten. 

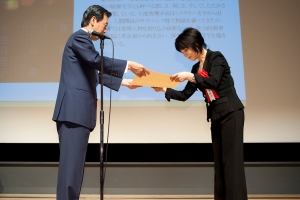
Mariko Koike bei der Verleihung des Preises des Ministers für Bildung, Kultur, Sport, Wissenschaft und Technologie 2012

## Leben
1952 wurde sie im Stadtbezirk Nakano, Tōkyō, als älteste Tochter von Vater Kiyotaka Koike und Mutter Masuko geboren. Ihr Vater verfügte über eine große Büchersammlung und verfasste Beiträge für die Gedichtspalte der Asahi Shimbun. Aufgrund beruflicher Umstände des Vaters zog die Familie im März 1965 nach Nishinomiya in der Präfektur Hyōgo und im September 1968 nach Sendai in der Präfektur Miyagi um. In dieser Zeit nahm Mariko Koike an Straßenprotesten teil und gründete an ihrer Schule das „Komitee für die Abschaffung der Schuluniform“. Während der Schulzeit in Sendai schrieb sie bereits literarische Prosatexte und Gedichte.
Im April 1972 nahm sie ein Studium an der Fakultät für englischsprachige und amerikanische Literatur an der Seikei-Universität auf. Schon während des Studiums schrieb sie literarische Texte. Nach Abschluss des Studiums 1976 arbeitete sie als Lektorin bei einem Verlag. 1978 erschien ihre erste Essaysammlung Shiteki akujo no susume (知的悪女のすすめ, Empfehlung für die intellektuelle maliziöse Frau), die zum Bestseller wurde. In der Folge veröffentlichte sie weitere Essaysammlungen.
1985 brachte sie Dai-san suiyōbi no jōji (第三水曜日の情事, Die Affäre am dritten Mittwoch) heraus und debütierte damit als Romanautorin. Seither veröffentlicht sie regelmäßig Werke in den Genres Mystery und Suspense. 1984 ging sie mit dem Schriftsteller Yoshinaga Fujita eine Ehe ein. 1989 erhielt sie für Tsuma no onna tomodachi (妻の女友達, Die Freundin der Ehefrau) den Preis der Japanischen Vereinigung der Kriminalschriftsteller. 1990 zog sie gemeinsam mit ihrem Mann nach Karuizawa in der Präfektur Nagano. Die Bibliothek des Paares umfasste circa 10.000 Bände.
1995 erhielt sie für Koi (恋, Liebe) den Naoki-Preis. Auch danach gewann sie zahlreiche Literaturpreise. 2012 wurde sie für Ichijiku no mori (無花果の森, Der Feigenbaumwald) mit dem Preis des Ministers für Bildung, Kultur, Sport, Wissenschaft und Technologie  in der Kategorie Literatur ausgezeichnet.
Im Januar 2020 verstarb ihr Ehemann. In ihren jüngeren Werken geht es um Themen des menschlichen Lebens wie Leben und Tod, Altern und weitere existenzielle Erfahrungen. Ein Werk, das sie über zehn Jahre hinweg unter dem Eindruck ihrer eigenen persönlichen Verluste schrieb, wurde im Juni 2021 unter dem Titel Kamiyo awaremi tamae (神よ憐れみたまえ, Herr, erbarme dich unser) veröffentlicht.

## Werk (Auswahl)
- Bochi o miorosu ie (墓地を見おろす家, Das Haus mit Blick auf den Friedhof), 1986.
  - engl. The Graveyard Apartment, 2016, ISBN 978-1250060549.
- Mubansō (無伴奏, A cappella), 1990
  - engl. A Cappella, 2013, ISBN 9780857280442.
- Hitsugi no naka no neko (柩の中の猫, Die Katze im Sarg), 1990
  - franz. Le Chat dans le cercueil, 2002, ISBN 978-2877306058
  - engl. The Cat in the Coffin, 2009, ISBN 978-1932234121.
  - span. Momoko y la gata, 2020, ISBN 978-8426405913.
  - ital. Il gatto nella bara, 2022, ISBN 978-8865644065.
- Tsuma no onna tomodachi (妻の女友達, Die Freundin der Ehefrau), 1995.
- Yokubō (欲望, Begierde), 2000.
- Koi (恋, Liebe), 2002.
- Kyōō no niwa (狂王の庭, Der Garten des wahnsinnigen Königs), 2005.
- Tamamushi to 11 no shōhen shōsetsu (玉虫と11の掌篇小説,  Prachtkäfer und 11 Kurzgeschichten), 2012
  - franz. Je suis déjà venue ici, 2012, ISBN 978-2809700473
- Atsui kaze (熱い風, Heißer Wind), 2012.
- Mukago no mori (無花果の森, Der Feigenbaumwald), 2014.
- Chinmoku no hito (沈黙のひと, Der Mensch des Schweigens), 2015.
- Nijū seikatsu (二重生活, Doppeltes Leben), 2015.
- Niji no kanata (虹の彼方, Jenseits des Regenbogens), 2016.
- Yoru wa michiru (夜は満ちる, Die Nacht erfüllt sich), 2016.
- Kaidan (怪談, Spukgeschichten), 2017.
- Kanshōteki na gogo no kōhī (感傷的な午後の珈琲, Sentimentaler Nachmittagskaffee), 2019.
- Shi no shima (死の島, Die Insel des Todes), 2021.
- Kamiyo aware mitamae (神よ憐れみたまえ, Herr, erbarme Dich unser), 2023.
- Higure no ato (日暮れのあと, Nach Einbruch der Dämmerung), 2023.
- Tsukiyo no mori no fukurō (月夜の森の梟, Die Eule im mondhellen Wald), 2024.

Einige wenige ihrer Werke wurden ins Englische oder in andere europäische Sprachen übersetzt.

## Auszeichnungen (Auswahl)
- 1996: Naoki-Preis für Koi
- 1998: Shimase Preis für Liebesgeschichten für Yokubō
- 2006: Shibata-Renzaburō-Preis für Niji no kanata
- 2012: Preis des Ministers für Bildung, Kultur, Sport, Wissenschaft und Technologie, Kategorie Literatur, für Ichijiku no mori
- 2013: Yoshikawa-Eiji-Literaturpreis für Chinmoku no hito[5]